# Hanna (Alberta)
Pour les articles homonymes, voir Hanna.
Hanna est une ville (town) de l'Aire spéciale No 2, située dans la province canadienne d'Alberta.

## Démographie
En tant que localité désignée dans le recensement de 2011, Hanna a une population de 2 673 habitants dans 1208 de ses 1317 logements, soit une variation de -6,1 % avec la population de 2006. Avec une superficie de 8,556 7 km2, la ville possède une densité de population de 312,386 8 hab/km2 en 2011.
Concernant le recensement de 2006, Hanna abritait 2 847 habitants dans 1240 de ses 1295 logements. Avec une superficie de 8,394 7 km2, la ville possédait une densité de population de 339,1 hab/km2 en 2006.
| 2001  | 2006  | 2011  | 2016  |
| ----- | ----- | ----- | ----- |
| 2 986 | 2 847 | 2 673 | 2 559 |